# Vattaru-Atoll
Das Vattaru-Atoll ist ein Atoll der östlichen Inselkette der Malediven in der Lakkadivensee.

## Geographie
Das Atoll teilt den Vattaru Channel zwischen dem fünf Kilometer nördlich gelegenen Felidhu-Atoll und dem weiter südlich gelegenen Mulaku-Atoll in seinem westlichen Bereich in zwei.
Das Atoll hat einen annähernd eiförmigen Grundriss und einschließlich seiner Lagune eine Gesamtfläche von 46,72 km². Die Lagune weist Tiefen von 22 bis 37 Metern auf und hat einen sandigen Boden.

### Inseln
Das Atoll hat heute nur noch eine kleine unbewohnte Insel (Vattaru) auf dem südlichen Riffkranz, an der Ostseite der einzigen Durchfahrt von der Lagune zum offenen Meer namens Vattaru Kandu, die nur durch Boote benutzbar ist. Die Insel ist von Büschen bewachsen und von einem Sandstrand umgeben. Sie weist eine Landfläche von nur 1,3 Hektar auf (1,7 Hektar einschließlich Strand).
Früher lag auch an der Westseite eine Insel, die aber verschwunden ist.

## Verwaltung
Das Vattaru-Atoll bildet zusammen mit dem Felidhu-Atoll das maledivische Verwaltungsatoll Felidhu Atholhu, mit der Thaana-Kurzbezeichnung ވ ("Vaavu").
Die Bootsdurchfahrt Vatta Kandu ist ein Meeresschutzgebiet (Protected Marine Area).